# Abū l-Qāsim at-Tabarānī
Abū l-Qāsim Sulaimān ibn Ahmad al-Lachmī at-Tabarānī (arabisch ابو القاسم سليمان بن احمدت اللخمي الطبراني, DMG Abū l-Qāsim Sulaimān ibn Aḥmad al-Laḫmī aṭ-Ṭabarānī; geboren 873 in Tiberias; gestorben 971 in Isfahan) war ein bedeutender Hadith-Gelehrter, der vor allem für seine drei Muʿdscham-Werke bekannt war. Der Name at-Tabarānī ist eine Nisba zu seiner Heimatstadt Tiberias. Seine Nisba al-Lachmī verweist auf seine Abkunft von dem arabischen Stamm der Banū Lachm.
At-Tabarānī begab sich schon in Jugendjahren auf eine ausgedehnte Reise zur Sammlung von Hadithen, die ihn durch verschiedene islamisch geprägte Länder (Syrien, Irak, Hedschas, Jemen und Ägypten) führte. Zu seinen Lehrern gehörten Abū Zurʿa ad-Dimaschqī, at-Tabarī und an-Nasāʾī. Um 902 ließ er sich in Isfahan nieder, wo er bis zu seinem Tod lebte und eine Rente bezog.
Die von ihm gesammelten Hadithe fasste at-Tabarānī in drei als Muʿdscham bezeichneten Lexika zusammen:
1. „Das große Lexikon“ (al-Muʿǧam al-kabīr), Sammlung von ca. 25.000 Hadithen, die nach den Namen der Sahāba geordnet ist, auf die die betreffenden Traditionen im Isnād zurückgeführt werden.
2. „Das mittlere Lexikon“ (al-Muʿǧam al-ausaṭ), alphabetisch nach den Namen seiner Scheiche geordnete Hadith-Sammlung in 6 Bänden.
3. „Das kleine Lexikon“ (al-Muʿǧam aṣ-ṣaġīr), alphabetisch nach den Namen seiner Scheiche geordnete Sammlung, in der von jedem Scheich nur ein Hadith angeführt wird.

Daneben hat at-Tabarānī noch verschiedene andere Werke kompiliert, unter anderem eine mehrbändige Sammlung von Hadithen über Bittgebete.
Abū l-Qāsim at-Tabarānī ist nicht zu verwechseln mit Abū Saʿīd Maimūn ibn Qāsim al-Ṭabarānī (gest. 1034/35), einer wichtigen religiösen Autorität der Nusairier.